# Our Farewell
Our Farewell è un brano musicale di genere ballata del gruppo symphonic/gothic metal dei Paesi Bassi Within Temptation.
Il brano, terza traccia dell'album Mother Earth, è anche il primo singolo estratto dall'album.
Non si può parlare di un vero e proprio successo circa questo singolo, tuttavia Our Farewell aiutò la band ad allargare i confini della propria popolarità musicale.

## Tracce
1. Our Farewell (Radio Version) – 3:55
2. Dark Wings - 4:20
3. Our Farewell (Album Version) – 5:18
4. Our Farewell (Acoustic Version) – 5:19